# 차수명
차수명(車秀明, 1940년 8월 20일 ~ 2021년 2월 16일)은 대한민국의 공무원, 법조인, 정치인이다. 제15대 특허청장과 제14·15대 국회의원을 지냈다.

## 학력
- 울산초등학교
- 울산제일중학교
- 경남고등학교
- 서울대학교 법과대 법학사
- 네넬란드 Delft대학교 국제중소기업문제연구소 수료
- 서울대학교 사법대학원 법률학 석사

## 경력
- 제14회 고등고시 행정과 합격
- 제2회 사법고시 합격, 상공부 기획 조정관실 사무관
- 동국대 성균관대 무역 대학원 강사
- 대통령 비서실 경제비서관
- 주제네바 대표부 상무관(부이사관)
- 공업단지관리청 기획관리관, 상공부 감사관
- 기계공업국장, 중공업국장
- 공업 제2차관보, 상역 제1차관보
- 제15대 특허청장, WIPO이사로 선임
- 저작심의조정위원
- 통일국민당 정주영 대통령 후보 비서실장
- 국회 상공분과위원, 지방자치특별위원회 내무분과위원회 위원, 여성분과위원회위원, 재정경제위원
- 신한국당 재정위원장, 울산광역시지부장, 소규모기업지원위원회 위원장, 경제특위 위원장, 예결위 간사
- 한일 의원연맹 경제과학기술위원회 위원장, APPE(아태의회포럼)집행위원회 수석대표
- 자민련 정책위원회 의장

## 역대 선거 결과
|  | 36.13% |

|  | 52.09% |

|  | 44.60% |

|  | 9.99% |